# Grammostola doeringi
Grammostola doeringi är en spindelart som först beskrevs av Holmberg 1881.  Grammostola doeringi ingår i släktet Grammostola och familjen fågelspindlar. Inga underarter finns listade i Catalogue of Life.